# Душа, Космина
Космина Анишоара Душа (рум. Cosmina Anișoara Dușa, 4 марта 1990 года, Ернут) — румынская футболистка, нападающая клуба «Конак Беледиеспор» и сборной Румынии.

## Карьера
В футбол начала играть в детстве с друзьями старшего брата. В возрасте 17-ти лет начала играть за чемпиона Румынии «Клужану». Дебютировала в официальных матчах в игре против «Умео» в Кубке УЕФА 2007/08. В сезоне 2009/10 играла за греческий «Волос 2004», тогда же впервые получила вызов в первую сборную.
В 2010 году вернулась в Румынию, перейдя в только что созданную «Олимпию». В дебютном сезоне за клуб забила 103 мяча. В 2012 году вновь стала лучшим бомбардиром чемпионата, отличившись 71 раз за сезон. С 2010 по 2012 год признавалась лучшей футболисткой Румынии.
С сентября 2012 года выступает за турецкий «Конак Беледиеспор».

## Достижения
Клужана:
- Чемпионка Румынии: 2007/08, 2008/09
- Обладательница Кубка Румынии: 2007/08

 Олимпия:
- Чемпионка Румынии: 2011, 2012
- Обладательница Кубка Румынии: 2011, 2012

 Конак Беледиеспор:
- Чемпионка Турции: 2012/13, 2013/14, 2014/15, 2015/16, 2016/17